# Idioma ofayé
El ofayé u opaié (a veces también opaié-shavante y opaié-xavante) es una lengua indígena del sur de Brasil, que se considera constituye una rama independiente de las lenguas macro-yê. Actualmente es hablada por alrededor de una cuarta parte de los indígenas ofayé, el resto habla portugués aunque actualmente existen esfuerzos de revitalización de la lengua.

## Clasificación
Gudschinsky (1971) y Ribeiro (2005) han presentado alguna evidencias lingüísticas para considerar el ofayé miembro de la familia macro-yê. Y existen algunas particularidades morfológicas compartidas por el ofayé, la familia yê, la familia bororo, la familia maxakalí, la familia karirí y el karayá.